# Sarkofagen
Der Sarkofagen (norwegisch für Sarkophag) ist ein etwas isolierter Berg im ostantarktischen Königin-Maud-Land. In den Russkiye Mountains ragt er 18 km südlich des Mount Yakovlev auf.
Kartographen des Norsk Polarinstitutt, die ihn auch deskriptiv benannten, kartierten ihn anhand von Luftaufnahmen der Dritten Norwegischen Antarktisexpedition (1956–1960) aus den Jahren von 1958 bis 1959.